# Oranienstraße 35 (Nauheim)

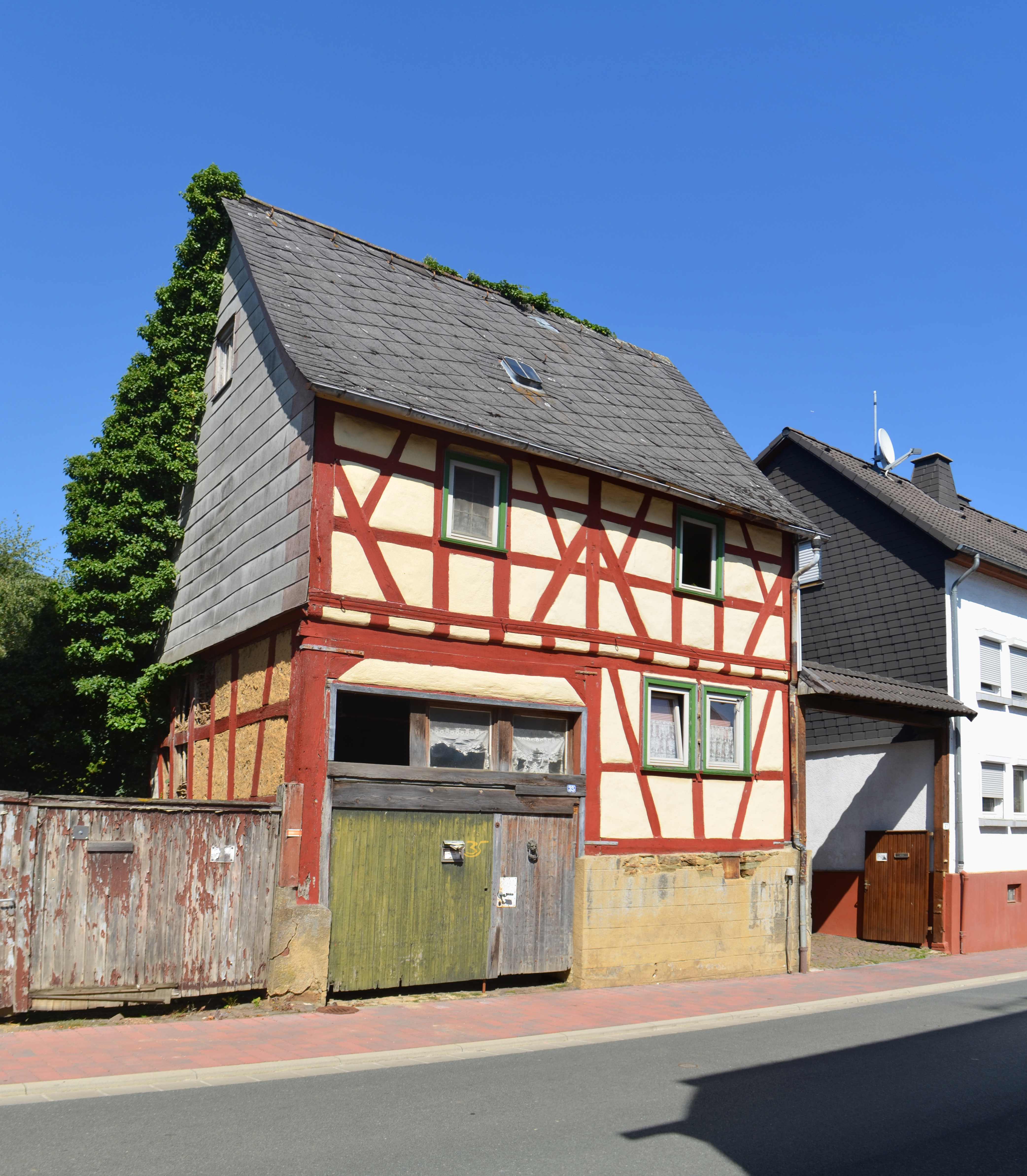
Fachwerkhaus Oranienstraße 35 in Nauheim

Das Gebäude Oranienstraße 35 in Nauheim, einem Ortsteil der Gemeinde Hünfelden im mittelhessischen Landkreis Limburg-Weilburg, wurde laut einer Türtafel 1730 errichtet. Das zweigeschossige Wohnhaus mit Satteldach ist ein geschütztes Kulturdenkmal.
Das Fachwerkhaus mit einem ungestört erhaltenen und in neuerer Zeit wieder freigelegten Sichtfachwerk mit Mannfiguren hat noch seine alte Fensterung. Die eigentümliche Form der Toreinfahrt entstand durch die Anpassung an die sehr schmale Parzelle, die nur einen unüblichen Streckhof erlaubte.